# 700 v.Chr.
Het jaar 700 v.Chr. is een jaartal volgens de christelijke jaartelling.

## Gebeurtenissen

### Klein-Azië
- Koning Argishti II van Urartu vestigt een nieuw machtscentrum bij Rusahinili.
- Argisthi II sluit een vredesverdrag met de Assyriërs tegen de Meden.

### Assyrië
- Koning Sanherib onderdrukt de opstand in Babylonië, gouverneur Bel-ibni wordt afgezet.
- Kroonprins Aššur-nadin-šumi (700 - 694 v.Chr.) bestijgt de Babylonische troon.
- Koning Marduk-Apla-Iddina II van Babylon wordt verdreven en vlucht naar Elam.

### Griekenland
- Perdiccas I van Macedonië (700 - 678 v.Chr.) wordt koning van Macedonië.

### Europa
- Een van de vroegste Keltische nederzettingen ontstaat in het dal van de boven-Donau, in Noord-Oostenrijk. In de omgeving van Salzburg, graven de Kelten meer dan 300 meter lange mijnschachten om zout te winnen.

## Verschenen
- Rassam-cilinder van Isana